# Tocofersolan
Tocofersolan (INN) hoặc tocophersolan là phiên bản tổng hợp tan trong nước của vitamin E. Các dạng vitamin E tự nhiên là chất béo hòa tan, nhưng không tan trong nước. Tocofersolan là dẫn xuất polyethylen glycol của α-tocopherol cho phép hòa tan trong nước.
Tocofersolan được sử dụng như một chất bổ sung vitamin E hoặc để điều trị thiếu vitamin E ở những người không thể hấp thụ chất béo do bệnh tật. Vào ngày 24 tháng 7 năm 2009, Cơ quan Dược phẩm Châu Âu đã phê duyệt tocofersolan dưới tên thương mại Vedrop 50 mg/ml dung dịch uống để điều trị thiếu vitamin E do kém hấp thu tiêu hóa ở bệnh nhi bị ứ mật mạn tính bẩm sinh hoặc di truyền, từ sơ sinh (ở trẻ sơ sinh) đến 16 hoặc 18 tuổi (tùy theo khu vực).
Tocofersolan cũng được sử dụng trong mỹ phẩm và dược phẩm như một chất chống oxy hóa.